# Нежелательная песня
«Нежелательная песня» — студийный альбом Фёдора Чистякова, выпущенный им 1 марта 2018 года. Был записан им в США, куда музыкант был вынужден эмигрировать в связи с запретом Свидетелей Иеговы (к которым относится и сам Фёдор) в Российской Федерации.

## Название
Название «Нежелательная песня» перекликается с понятием нежелательной организации, возникший в российском законодательстве после принятия соответствующего федерального закона в 2015 году, согласно которому деятельность любой иностранной или международной организации можно запретить в РФ во внесудебном порядке.
По словам музыканта, «В России был принят закон о нежелательных организациях. Слишком много стало нежелательного в стране с точки зрения власти. И как апофеоз всего этого — нежелательные люди. У этих людей нежелательные мысли и поют они нежелательные песни».

## Синглы

### «Убрать свидетелей»
1 ноября 2017 года был представлен первый сингл будущего альбома — песня «Убрать свидетелей». Песня посвящена Деннису Кристенсену, проживающему в России свидетелю Иеговы, арестованному 25 мая 2017 года во время чтения Библии. Презентуя эту песню и будущий альбом Чистяков в заключение сказал: «Я никогда не планировал лезть в политику, но политика сама влезла в мою жизнь. И оставаться в стороне уже невозможно».

### «Медведи»
1 февраля 2018, за месяц до выпуска альбома, Фёдор Чистяков представил сингл Медведи (и опубликовал на своём канале на YouTube видеоролик), в котором представил будущую заглавную песню альбома. На его обложке использована картина Васи Ложкина «Хорошая музыка», изображающая трёх медведей в ушанках и серых шинелях на фоне репродукторов на столбе и городских многоэтажек. В комментариях к ролику были отмечены мощный сатирический заряд и прямые аллюзии к Владимиру Высоцкому. Сама песня исполняется на мотив «Цыганочки» под аккомпанемент цыганской гитары, на которой играет приглашённый музыкант Иван Жук.

## Список композиций
| №   | Название                        | Длительность |
| --- | ------------------------------- | ------------ |
| 1.  | «Убрать свидетелей»             | 4:09         |
| 2.  | «Нежелательная песня (Медведи)» | 5:07         |
| 3.  | «Пропаганда»                    | 3:58         |
| 4.  | «Искусство лизать»              | 5:32         |
| 5.  | «Дурдом непобедим»              | 3:54         |
| 6.  | «21 век»                        | 6:53         |
| 7.  | «Как же буду жить»              | 7:08         |
| 8.  | «Маленький гвоздик»             | 5:50         |
| 9.  | «На обратной стороне луны»      | 3:57         |
| 10. | «Смертельная схватка»           | 6:24         |

## Реакция
Как пишет в Новой газете Ян Шенкман, которого Фёдор Чистяков знакомил с черновыми набросками, альбом, начатый как музыка протеста, постепенно усложнялся и несколько смягчался по звучанию и «„протестный альбом“ стал на глазах превращаться из плаката в полотно Босха».
Сам Фёдор Чистяков (перед вынужденной эмиграцией планировавший возрождение «Ноля») в ноябре 2017 года говорил о будущем альбоме «Это будет простая музыка в духе раннего „Ноля“: тяжелый рок на баяне». 
То что получилось в результате, Шенкман охарактеризовал как «Парад уродцев, злодеев, сумасшедших — страшный сон о нашем отечестве. Чистяков никого не осуждает, ни с кем не борется, он просто говорит: смотрите, как обстоят дела. Это не политическое высказывание, а трагический комикс, любимый жанр Федора, — жанр, в котором он сильнее всего.», сравнив новый релиз с самыми первыми магнитоальбомами группы «Ноль».
Гуру Кен в рецензии на альбом назвал его самым ярким политическим высказыванием Фёдора Чистякова за последние годы, отметив при этом его сравнительную простоту с музыкальной точки зрения, охарактеризовав музыкальное решение «Нежелательной песни» как «блюз-рок в духе Майка Науменко», назвав такое музыкальное решение как явный дауншифтинг для баяниста-виртуоза Чистякова. Он особо отметил финальную инструментальную композицию: «Завершается альбом 6-минутной инструментальной пьесой „Смертельная схватка“ с элементами симфо-рока, ярко иллюстрирующей все демонические катаклизмы в душе артиста, парадоксально перекликающимися с нордическим Сибелиусом. Поэма крика и неразделенности. То, что испытывают сейчас многие думающие люди в России.»